# 台灣歌姬·鄧麗君
《台灣歌姬·鄧麗君》（日语：テレサ・テン物語～私の家は山の向こう），又名《邓丽君物语》，是一部日本電視劇，改編自日本前影劇記者有田芳生原著的鄧麗君傳記《我的家在山的那一邊：鄧麗君第十年的真相》（文藝春秋2005年3月出版，ISBN 978-4-16-743803-6），描寫享譽華人及日本社會的台灣女歌手鄧麗君的一生。

## 各地播映情形
本劇由日本朝日電視台與國際放映製作，於2007年6月2日在日本、台灣、香港、新加坡等30個國家或地區播放，朝日電視台播映時間為日本時間21:00～23:21，台灣緯來日本台播映時間為台灣時間22:00，鳳凰衛視亦已經買下公開播映權。在日本關東地區的收視率為15.6%，為同時段節目冠軍。在關西地區的收視率也高居同時段第二。

## 演員名單
| 演員       | 角色                                               |
| 木村佳乃   | 鄧麗君                                             |
| 高嶋政伸   | 舟木稔（鄧麗君日本所屬唱片公司Taurus Records社長） |
| 成宮寬貴   | 鄧長禧（鄧麗君的胞弟）                             |
| 松岡史明   | 鄧長安（鄧麗君的大哥）                             |
| 酒井尊之   | 鄧長順（鄧麗君的二哥）                             |
| 野村貴浩   | 鄧長富（鄧麗君的三哥）                             |
| 中村俊介   | 譚艾迪（化名）                                     |
| 古谷一行   | 鄧樞（鄧麗君的父親）                               |
| 高橋惠子   | 趙素桂（鄧麗君的母親）                             |
| 永井杏     | 鄧麗君（少女時期）                                 |
| 西村和彥   | 阿部聰（鄧麗君日本唱片製作人）                     |
| 小林綾子   | 林（鄧麗君香港經紀人）                             |
| 大杉漣     | 王應龍                                             |
| 克里斯·馬汀  | 史蒂芬·皮耶（化名）                                |
| 石橋保     | 台灣機場人員                                       |
| 大和田伸也 | 稻村製作本部長                                     |
| 淡路惠子   | 譚奶奶（艾迪的祖母）                               |

## 花絮
- 本劇於2007年6月2日在日本、台灣、香港、新加坡、澳洲、美國、加拿大、英國等30個國家及地區同日播出，創下日本電視史紀錄。
- 部分日本媒體及台灣媒體報導指出，有田芳生屬意小雪扮演鄧麗君，然而小雪拒絕接演。但有田芳生在其网志發表文章指出：「小雪只是我們所屬意並接洽的20多位女演員之一，還有許多演員也因檔期問題或『自認無法扮演鄧麗君』而婉拒接演。」
- 2007年5月28日，飾演鄧麗君的木村佳乃在台灣舉行記者會為本劇宣傳，有記者當場提出：鄧麗君及其母親在中正紀念堂前商議赴日發展一事的場景，依年代推算，當時（1970年代前期）中正紀念堂尚未興建。木村佳乃當場以中文說「對不起」並表示：劇組僅是想透過本劇來介紹台灣的美麗景點，卻疏於考究時代背景。[1]
- 除中正紀念堂時代背景錯誤外，本劇尚有數個場景被認為與當時的時代背景不同：
  - 在舟木稔前往英屬香港與鄧麗君及其母親商談赴日發展一事時，夜景中出现了香港的著名地标建筑国际金融中心，而事实上，该建筑是在回归以后才开始建造的。另外，飯店外出現中華人民共和國國旗及香港特別行政區區旗。按當時香港為英國屬地，不可能出現上述旗幟。
  - 舟木稔乘坐的国泰航空，在当时，尚未开始采用该涂装，该涂装大约是90年代后期才开始使用。
  - 在1980年代後期鄧麗君返回台灣的劇情中，出現（台北國際航空站，即台北松山機場）字樣。當時台北松山機場已經改制為國內機場，往返台北的國際線班機均已經改降中正國際機場（今台灣桃園國際機場）。
  - 劇中一開始介紹鄧麗君的雙親及兄長自中國大陸撤退來台，為了對照毛澤東建立的中華人民共和國，旁白誤會中華民國是1949年才由蔣介石在台灣所建立的。
  - 劇中鄧麗君所持的印尼護照上之核發日期為1997年5月27日，即鄧麗君過世2年後之日期。
  - 劇中卡式錄音機播放的〈何日君再來〉的版本為1992年版。按當時為1970年代，不可能出現這個版本。

## 外部連結
- （繁體中文）台灣歌姬・鄧麗君-台灣緯來 （页面存档备份，存于）

## 節目的變遷
| 日本 朝日電視台 | 日本 朝日電視台                                | 日本 朝日電視台 |
| --------------- | ---------------------------------------------- | --------------- |
|                 | 台灣歌姬·鄧麗君 （2007年6月2日－2007年6月2日） |                 |
| —               | —                                              |                 |

| 臺灣 緯來日本台 | 臺灣 緯來日本台                                | 臺灣 緯來日本台 |
| --------------- | ---------------------------------------------- | --------------- |
|                 | 台灣歌姬·鄧麗君 （2007年6月2日－2007年6月2日） |                 |
| —               | —                                              |                 |